# Cottica
Pour l’article homonyme, voir Cottica (rivière).
Cottica est une ville du Suriname, située sur le fleuve du même nom, dans le district de Sipaliwini, à la frontière de la Guyane française.

## Histoire

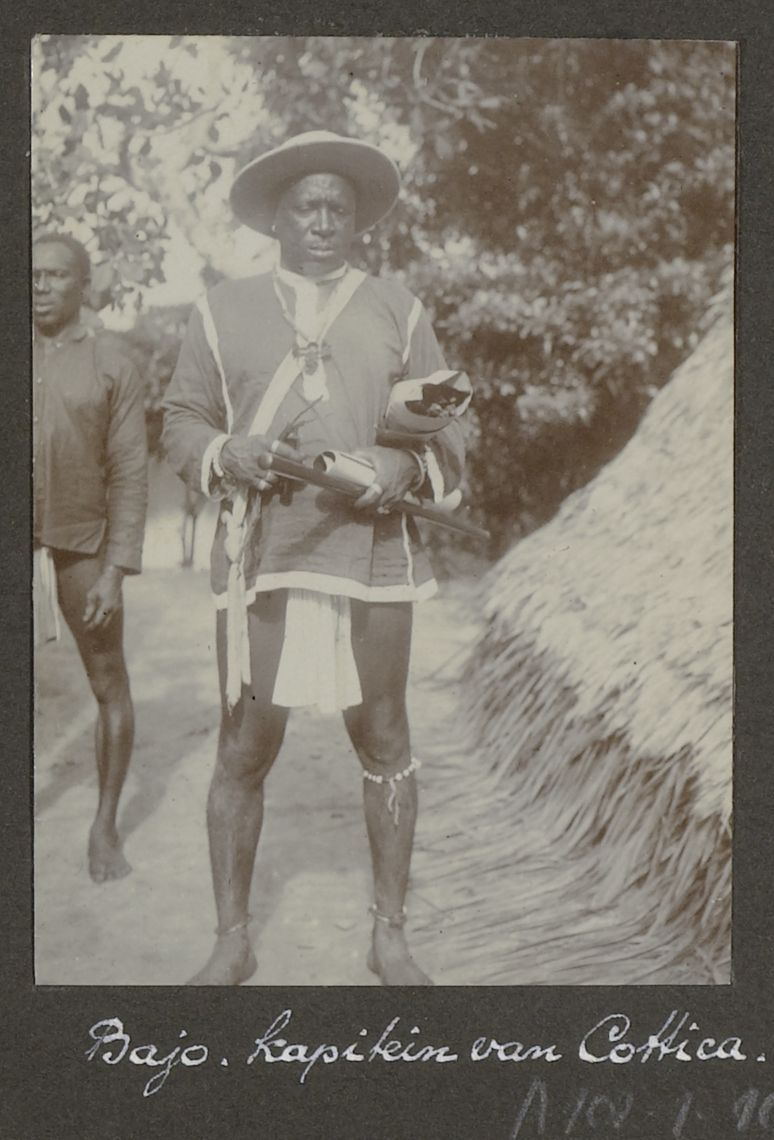
Captain Bay (~1903)

Au 18e siècle, le peuple Aluku s'installe à Cottica. Boni un chef important et a mené des raids contre les plantations hollandaises. La guerre intermittente qui en résulta avec la milice, l'armée et les mercenaires hollandais, entre 1768 et 1793, poussa de nombreux Aluku à chercher refuge à Papaïchton et dans d'autres villes du côté français de la rivière Marowijne. Le 25 mai 1891, les Aluku optent pour la nationalité française.
Le village de Cottica a été réinstallé en 1902, et est le seul village du Suriname. Le village n'est pas sous l'autorité de grandman  des Aluku. Le capitaine Bayo, qui était le chef au moment de la fondation, a demandé au gouvernement du Suriname l'autorisation d'être officiellement installé. Le 21 avril 1903, il y eut une rencontre officielle avec le Gouverneur. Bayo a insisté sur le fait que son grand-père était Ochi des Aluku et non Oseyse du peuple Ndyuka. mort qui a duré jusqu'en 1938, lorsque le capitaine Nasinengee a été officiellement nommé chef du village.
La vue depuis la ville est dominée par Cottica Mountain, qui culmine à 744 mètres.